# أسفل طوة (حبيل جبر)

تعديل مصدري - تعديل

أسفل طوة هي إحدى قرى عزلة حبيل جبر بمديرية حبيل جبر التابعة لمحافظة لحج، بلغ تعداد سكانها 13 نسمة حسب تعداد اليمن لعام 2004.